# Fontaine (Laval, place des Quatre-Docteurs-Bucquet)
La fontaine de Patience est une fontaine située à Laval, dans le département de la Mayenne.

## Histoire
En 1589, la fontaine est appelée Poil-de-Chèvre. Cette fontaine était située initialement dans la Rue de Rennes au débouché du Roquet-de-Patience. Elle a été construite en 1761 et transférée à la Place des Quatre-Docteurs-Bucquet en 1956. 
Elle est ornée à son frontispice d'une table de marbre noir sur laquelle est gravée cette inscription latine accompagnée du nom des principaux magistrats municipaux : 
- QUAE LUTULENTA FUI MULTO PRIUS HAUSTA LABORE JAM PURA ET FACILIS CIVIBUS UNDA LUO. Praetoribus urbanis : Le Pennetier des Salles, Pichot de la Graverie, Enjubault de la Roche, Barbeu de la Couperie, Le Jay des Atelais, Le Clerc de la Galorière, anno Domini M.DCC.XLI.[Note 2]

L'abbé Angot indique que Charles Frin du Guiboutier « faisait partie précédemment de l'hôtel de ville et, à ce titre, a son nom gravé sur la plaque commémorative de l'érection de la fontaine de Patience ».[réf. nécessaire]
Elle est réalisée en granite de Sacé. Elle fait l’objet d’une inscription au titre des monuments historiques depuis le 5 avril 1930.